# Liste deutscher diplomatischer Vertreter in Danzig

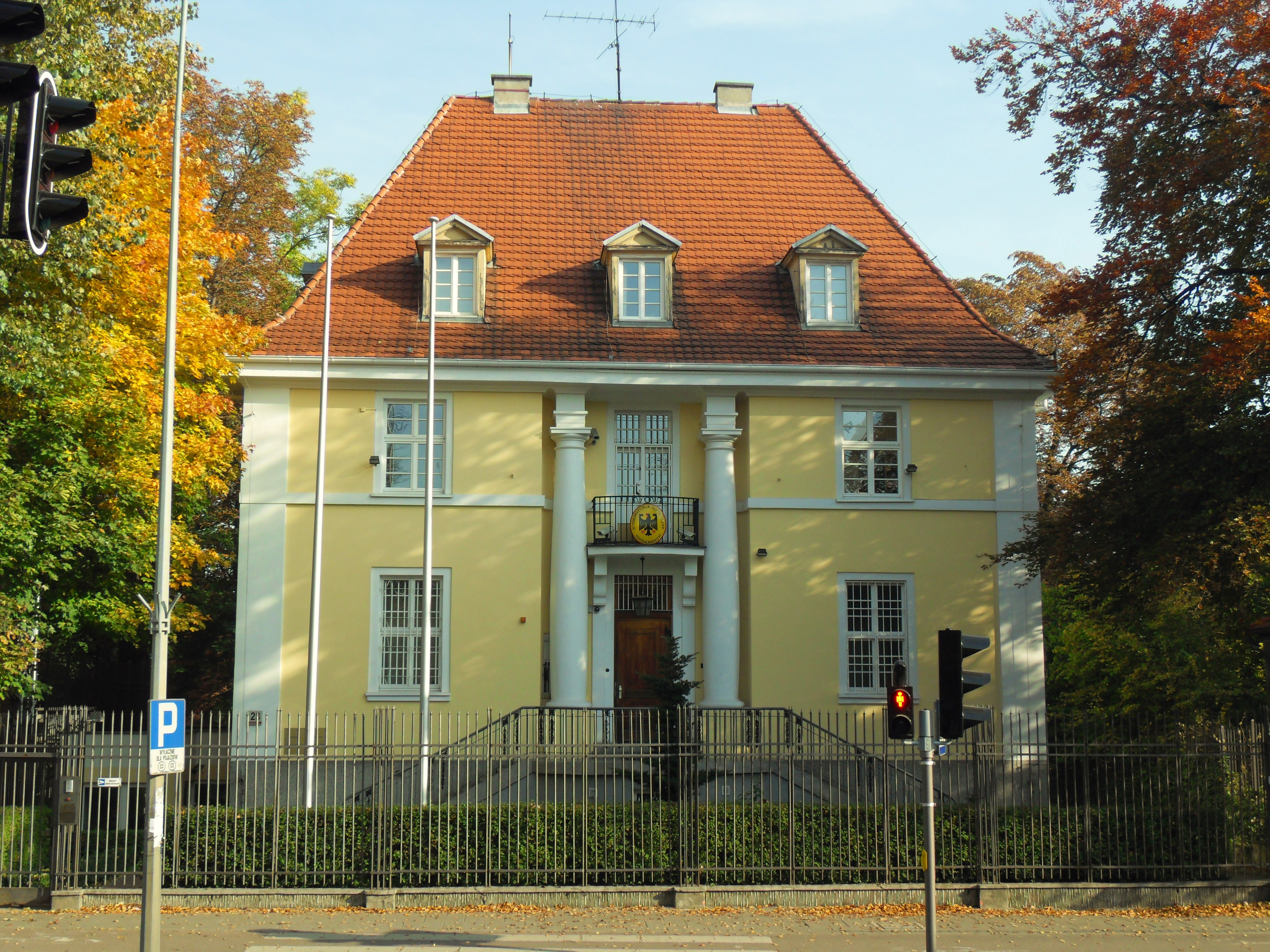
Deutsches Generalkonsulat in Danzig

Diese Liste enthält Konsule und weitere diplomatische Vertreter von deutschen Ländern und Städten in Danzig.

## Historischer Hintergrund
Danzig gehörte seit 1466 zum Königreich Polen. Da die Stadt ein wichtiges Handelszentrum im Ostseeraum war, richteten dort viele Länder Vertretungen und Konsulate ein, vor allem zur Vertiefung von Handels- und Wirtschaftskontakten.
Auch nach dem Anschluss an das Königreich Preußen 1793 gab es diplomatische Vertretungen deutscher Länder in Danzig. Von 1871 bis 1919 gehörte die Stadt zum Deutschen Reich. Seit 1920 gab es  ein deutsches Konsulat in der völkerrechtlich selbstständigen Freien Stadt Danzig.
1962 eröffnete die DDR ein Generalkonsulat in Danzig, das 1990 von der Bundesrepublik Deutschland übernommen wurde.

## Vertreter

### Bayern
- Eduard Lignitz, 1880–1883 Konsul

### Brandenburg-Preußen
Das Kurfürstentum Brandenburg hatte spätestens seit 1646 einen Residenten in Danzig, seit 1701 als preußischen Vertreter.
Johann Christian von Lindenowski war der vorläufig letzte Resident  und wurde 1793 erster  Oberbürgermeister unter preußischer Herrschaft. Dagobert von Vegesack war ab 1807 preußischer Konsul in der Freien Stadt Danzig und wurde nach der erneuten Angliederung an Preußen dann Polizeipräsident.
Das Konsulat befand sich 1810 in der Frauengasse 11.
- Joachim Christoph Benckendorff, 1646–1652 Resident
- Johann Stoeckel, 1661–1667 Resident
- Peter Hendreich, 1667–1670 Resident
- Joachim Friedrich Benkendorf, 1671–1678 Resident
- Adam Bogislaus Rubach, 1694–1718, Resident

- Christian Heinrich von Offenberg, 1718–1720 Resident
- Ewald Joachim von Zitzewitz, 1722–1733 Resident
- Johann Konstantin Ferber, 1738 Resident
- Johann Adolf von Wagenfeldt, 1740–1750, Resident
- Benjamin Reimer, 1750–1765 Resident
- Johann Andreas von Junck, Resident 1765–1771 Resident
- Johann Gottlieb Tietz, 1771–1782
- Johann Christian von Lindenowski, 1782–1793 Resident, dann Oberbürgermeister im preußischen Danzig
- Karl Friedrich Beyer, 1784 Kommissar Preußens
- Roderich Achilles Dagobert von Vegesack, Resident in der Freien Stadt Danzig 1807–1815, dann Polizeipräsident im preußischen Danzig

### Bremen
- Melchior Frederick Hebeler, 1852–1883, Konsul

### Hamburg
- Friedrich Gottlieb Reinhold, 1857–1876, Konsul

### Hannover
- Alexander Gibsone, 1813–1832, Generalkonsul
- Francis Marschall, 1832–1836 Vizekonsul
- Henry Robert Plaw, 1839–1844, Konsul

### Mecklenburg-Schwerin
Das Herzogtum Mecklenburg-Schwerin hatte von 1848 bis 1905 einen Konsul in Danzig. Dessen Sitz befand sich in der Jopengasse 18.
- Gottlieb Eduard Gerlach, 1848–1852, Konsul
- Hermann Theodor Brinckmann, 1853–1905 Konsul

### Oldenburg
- Friedrich Wilhelm Frantzius, 1843–1890, Konsul
- Salomon Marx, 1902–1905 Konsul

### Sachsen
Das Kurfürstentum Sachsen entsandte seit 1697/99 diplomatische Vertreter nach Danzig, bald nach der Personalunion mit dem Königreich Polen. Zeitweise gab es mehrere Beauftragte gleichzeitig.
Spätestens seit 1809 war der Sitz des sächsischen Residenten in der Langgasse (jetzt ul. Długa 41).
- Thomas Burckhardt, 20. Februar 1697, Beglaubigungsschreiben als Agent, keine Tätigkeit nachweisbar
- Johann Friedrich Bötticher, 26. Oktober/5. November 1697 Instruktion als Agent, keine Tätigkeit nachweisbar
- David Schüller, 1699–1732 Agent
- Johann Jacob Stenzel, 1710/12–1726 Resident, Bezeichnung nur in sächsischen Dokumenten, in Danziger Unterlagen nicht mit diesem Titel
- Martin von Frensdorf, 1726–1734 Resident (vorher in Russland und Schweden)
- Peter von Wast, 1735–1754 Resident
- Constantin von Unruh, 1736–1750 Generalkommissar, Resident
- Anton von Leubnitz, 1750–1765, Resident
- August Franz von Essen, 1761–1762

- Adolf Wilhelm von Dankelmann, 1809 Resident
- Jacob Kabrun, 1809–1810 Resident
- Gustav Adolf Wilhelm von Helbig, 1810–1812 Resident

- Johann Friedrich Taubert, 1821–1828 Handelsvertreter

### Deutsches Reich

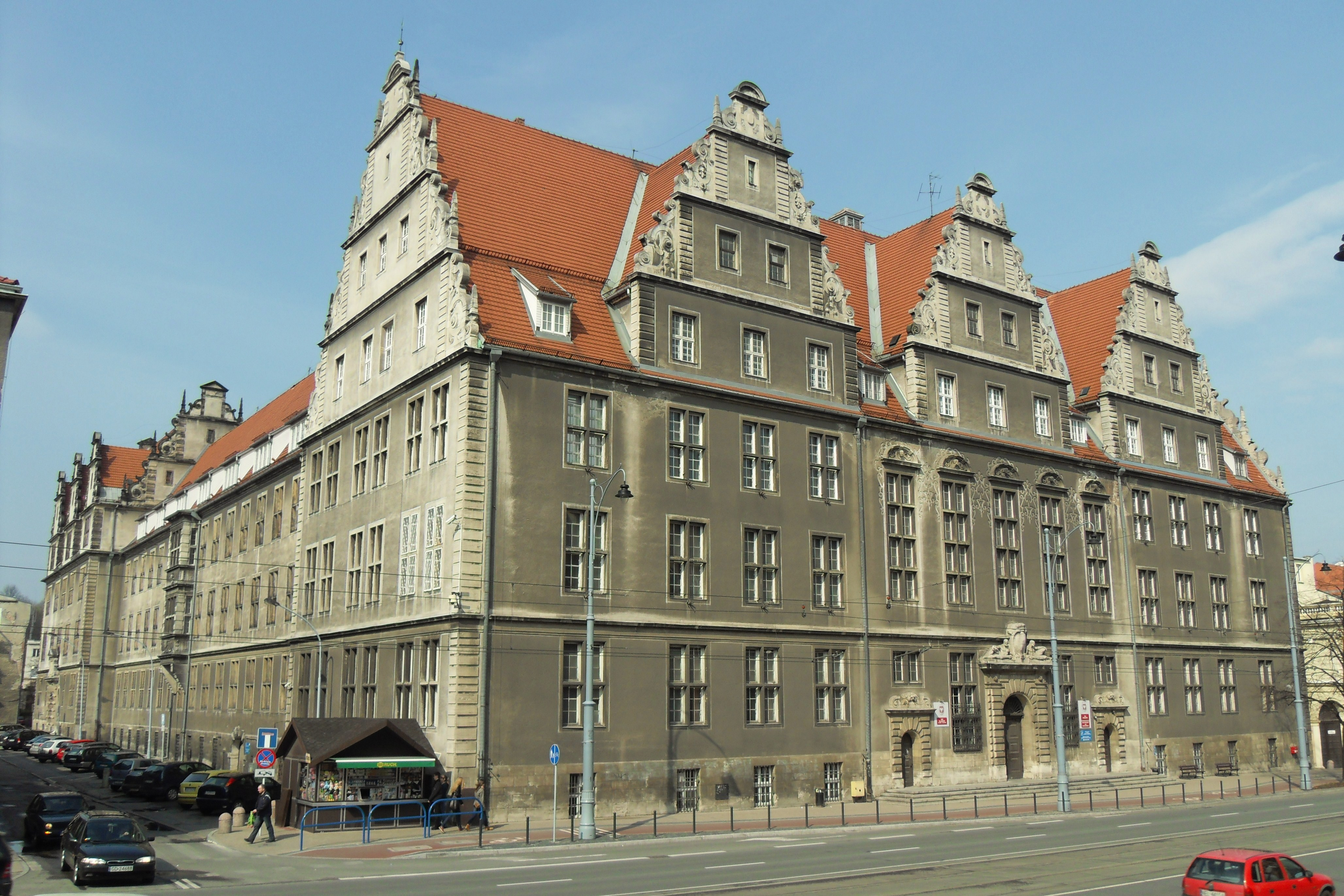
Neugarten 30–34

Das  Deutsche Reich (Weimarer Republik) eröffnete 1920 ein Konsulat in der Freien Stadt Danzig, das 1921 in ein Generalkonsulat umgewandelt wurde.
Dieses befand sich in Neugarten 30–34, ab 1922 am Krebsmarkt 7–8 und ab 1925 gegenüber im Hotel Danziger Hof am Dominikwall 3 (Wały Jagiellońskie) im Stadtteil Stadtmitte; das letzte Gebäude ist nicht erhalten. Seit 1939 gehörte Danzig zum Deutschen Reich.
- Hans Liedke, 1920–1921, Leiter der Passstelle, Bezeichnung als Konsul
- Lothar Foerster, 1921–1923 Leiter des Generalkonsulats
- Herbert von Dirksen, 1923–1925 Generalkonsul
- Edmund von Thermann, 1925–1933 Generalkonsul
- Otto von Radowitz, 1933–1936 Generalkonsul
- Erich von Luckwald, 1936–1938 Generalkonsul
- Martin von Janson, 1938–1939, Generalkonsul

### DDR
Die DDR eröffnete 1962 ein Generalkonsulat in Danzig in der ulica Zwycięstwa 43 (vorher Große Allee) in Wrzeszcz (Langfuhr). Seit 1980 befand sich dort auch eine Zweigstelle der Staatssicherheits Operativgruppe Warschau, die besonders die Entwicklung der Solidarność in Danzig beobachten sollte.
- 1962–1965  Werner Staake
- 1965–1972  Hermann Ackermann
- 1972–1976  Heinz Fischer
- 1976–1981  Paul Kern
- 1981–1984  Wolfgang Hebenstreit
- 1984–1990  Gerhard Kaiser

### Bundesrepublik Deutschland
Die Bundesrepublik Deutschland übernahm 1990 das Generalkonsulat in der ul. Zwycięstwa 43.
- Nelly-Marianne Wannow, 1990–1992
- Dorothee Boden, 1992–1999
- Roland Fournes 1999–2001
- Detlof von Berg, 2002–2005
- Ute Minke-Koenig, 2005–2008
- Joachim Bleicker, 2008– 2011
- Annette Klein, 2011–2014
- Cornelia Pieper, 2014–